# 宋鸿图
宋鸿图（1849年—1879年），字瑶轩，清代福建省福州府侯官县南屿镇江口村人，清朝武状元。
宋鸿图幼年丧父，小时候在帮忙家务的同时也在私塾读书。他身材魁梧，膂力非常，能挥动180斤重的大刀，有“金刚姆”的外号。传说他与邻村一个出海捕鱼、一手能拖四五百斤重的人比腕力，结果险将对手手腕拗断。宋鸿图在其堂兄宋泰生开设的武馆中练习，并有永泰籍的师傅授艺。
同治十二年（1873年）的武科乡试中，他获得第二名，三年后取得光绪二年（1876年）丙子恩科状元。传说他在殿试中是以“魁星踢斗”一招博得喝彩而得中状元的。他还有一定的书法功底。光绪四年（1878年）选任广东参将，赴任前母亲突然病故，他在家守孝，30岁时因染痢疾病故。宋鸿图故居在今福建省福州市闽侯县南屿镇江口村青州自然村54号，为坐北朝南的清代民居，面积约600平方米，大门前有旗杆石。